# Casa des de Solé
Casa des de Solé és una casa de Garòs, del municipi de Naut Aran (Vall d'Aran), inclosa en l'Inventari del Patrimoni Arquitectònic de Catalunya.

## Descripció
Casa de tipologia tradicional aranesa en xamfrà de dos cassetons, orientades les façanes cap a l'oest i el sud. A banda de la planta baixa, té tres pisos, l'últim sota coberta amb finestres de llucana.
La façana està centrada per una porta presidida per un escut d'estructura partida, que sembla disposat a l'inrevés -quadrilong-: en el primer quarter hi ha una creu, el segon i tercer estan barrats, i el quart té una flor de sis pètals inscrita dins un cercle.
A la planta superior compareix un finestral, tripartit, amb una llinda i un mainell a partir del primer terç; al damunt, un escut circular que inscriu un hexàgon i, al seu torn, aquest una flor amb forma de creu, amb les fulles posades en sautor; a banda i banda es repeteix el mateix motiu en petits cercles que com s'ha dit trobem a l'escut inferior, tal vegada el blasó principal de la casa. Al costat esquerre de la finestra, una pedra duu gravada una corona perlejada amb una mena d'escut en la base, sense càrregues.

## Història
Els Soler estan documentats als primers registres de la Vall (1312). Posteriorment, hi ha notícia, a Aubèrt, d'un Soler, com alferes major de Vielha, l'any 1675, seguit d'un prevere Soler a la mateixa població i Guillem Solé Barra encapçala el Llibre de baptistes de Garòs (1648). Altrament destaca Jaume Soler, doctor en drets el 1720. El segle xix presidia la casa Tomàs Solé (1882).
Actualment, Mossèn Josep Amiell i Solé és arxipreste de la Vall d'Aran, i ens informa que ha aconseguit remuntar la genealogia dels avantpassats fins al segle xv.